# Куйдузи
Куйдузи (рос. Куйдузи) — присілок у Гатчинському районі Ленінградської області Російської Федерації.
Населення становить 4 особи. Належить до муніципального утворення Пудостське сільське поселення.

## Географія
Населений пункт розташований на південній околиці міста Санкт-Петербурга.

## Історія
Згідно із законом від 16 грудня 2004 року № 113—оз належить до муніципального утворення Пудостське сільське поселення.

## Населення
| 1838 | 1848 | 1862 | 1928 | 1958 | 1997 | 2007 |
| ---- | ---- | ---- | ---- | ---- | ---- | ---- |
| 62   | ↗68  | ↗81  | ↗154 | ↘121 | ↘7   | ↘3   |
| 2010 | 2011 | 2017 |      |      |      |      |
| ↘1   | ↗3   | ↗4   |      |      |      |      |